# Julius Franz Salzenberg
Julius Franz Salzenberg (auch: J. E. Salzenberg und J. E. Saltzenberg; * 1763; † 25. August 1849 in Vinnhorst bei Hannover)  war ein deutscher Maler und Kupferstecher im 18. und 19. Jahrhundert.

## Leben
Julius Franz Salzenberg lässt sich in Hannover von 1798 bis 1839 nachweisen. Darüber hinaus arbeitete er auch in Hameln.

## Bekannte Werke

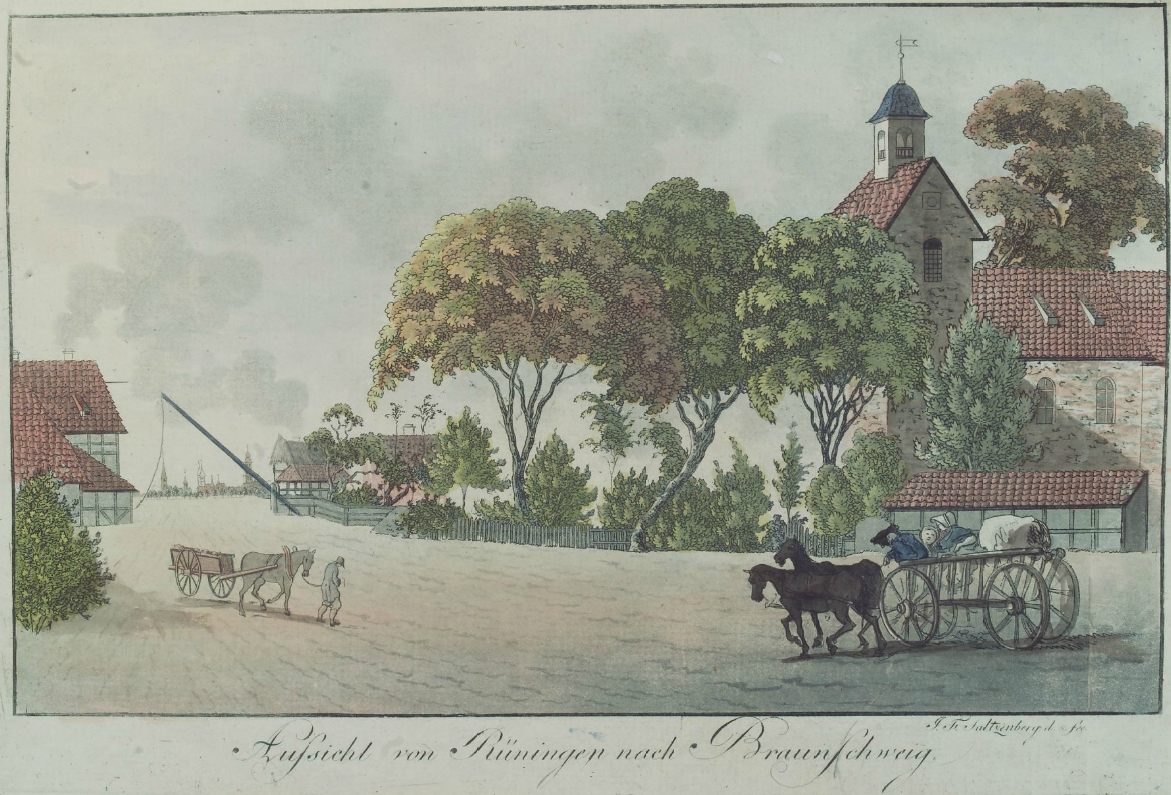
„Aufsicht von Rüningen nach Braunschweig“
kolorierter Kupferstich von Saltzenberg

### Kartenwerke
- 1800: Plan der Städte Hannover und Calenberger Neustadt sowie deren Umgebung
  - Reproduktion 1991: Hannover 1800 anlässlich der 750-Jahr-Feier der Landeshauptstadt Hannover / hrsg. von J. L. Hogrewe. Stecher: J. F. Saltzenberg, Hannover: Niedersächsisches Landesverwaltungsamt, Landesvermessung, 1991[6]
- 1804: Special Karte von dem Fürstenthum Hildesheim und den angrenzenden Ländern, entworfen und zusammengetragen von Carl Wilckens[3]
- 1818 (erschienen 1819): Chorographische Karte des Königreichs Hannover, Grossherzogtums Oldenburg, Herzogthums Braunschweig, der Fürstenthümer Lippe-Detmold, Schaumburg Lippe und Pyrmont, der Gebiete der freien Reichsstädte Hamburg und Bremen und der angrenzenden Gegenden, Hannover 1818 (erschienen 1819) (Mapp. XII,51 b), von Wilhelm Müller und J. F. Salzenberg, online über das Münchener Digitalisierungszentrum der Bayerischen Staatsbibliothek
- Kupferstich der Charte der Gegend um Göttingen ...[2]

### Ansichten

#### Hannover
- um 1810 sind verschiedene kolorierte Kupferstiche mit Ansichten in und um Hannover bekannt,[1] darunter
  - Döhrener Turm[1]
  - Neuen Hauses in Hannover[1]
  - Prinzenhaus (1861 abgebrochen und im Welfengarten wiedererrichtet) auf der Bastion (heute: Goethestraße) zwischen Steintor und Clevertor[1]
  - Schneller Graben[1]
  - Leibnizdenkmal auf der ehemaligen Esplanade (heute: Waterlooplatz)[1]
  - Kleine Kaskade im Großen Garten[1]
  - Limmerbrunnen im (heutigen) Hannover-Limmer[1]